# ساوت دیتونا (فلوریدا)
ساوت دیتونا (به انگلیسی: South Daytona) شهری در شهرستان ولوسیا ایالت فلوریدا است که در سال ۱۹۳۸ بنیان‌گذاری شده‌است. این شهر طبق سرشماری سال ۲۰۱۰ میلادی، ۱۳٬۲۲۱ نفر جمعیت داشته و مساحت آن نیز ۱۲٫۵ کیلومتر مربع است.